# アメリカン・ボーン・チャイニーズ
『アメリカン・ボーン・チャイニーズ』（英: American Born Chinese、「アメリカ生まれの中国人」）とはジーン・ルエン・ヤンによる米国のグラフィックノベルである。2006年にファーストセコンド・ブックスから刊行された。多数のメディアや団体によって高く評価されており、グラフィックノベルとして初めて全米図書賞の最終候補作になったほか、ヤングアダルト文学を対象とする文学賞を受賞した。椎名ゆかりの翻訳による日本語版が2020年に花伝社から刊行された。
白人文化に溶け込もうとする中国系少年の成長物語、自分の偉大さを天界に知らしめようとする孫悟空の民話、中国人のステレオタイプを集めたような少年のブラックコメディと、民族的アイデンティティに関する3つの物語が語られ、やがてそれらは一つになる。「物語のおもしろさとともに、社会的・歴史的な批評性をも」持つ作品であり、教育現場で利用されることも多い。
2022年2月にDisney+で実写ドラマ化されることが報じられ、2023年3月に『アメリカン・ボーン・チャイニーズ 僕らの西遊記』とのタイトルで同年5月24日に配信公開することを発表した。

## ストーリー
『アメリカン・ボーン・チャイニーズ』は3つの異なる物語から構成されている。
最初の物語は中国の古典小説『西遊記』を下敷きにしている。猿の王孫悟空は天界の神々から生まれのみを理由に辱められ、自身が偉大な神だと証明するために神通力で大暴れする。しかし全能の存在「ツェ・ヨ・ツァー」によって懲らしめられ、使者として仕えることになる。
2番目の物語ではジン・ワンという中国系移民二世が主人公となる。このパートは全体の中心となるもので、民族的な成長物語の形式を持っている。サンフランシスコのチャイナタウンから白人が主流を占める郊外に移り住んだジン・ワンは新しい学校と白人アメリカ文化に溶け込もうと苦闘する。親友となった台湾からの転入生ウェイチェン・サンの助けもあり、いかにもアメリカ的な白人少女とデートにこぎつけるが、同級生男子からカップルとしてふさわしくないので諦めるよう忠告される。
3番目はダニーという白人アメリカ人少年の物語である。ダニーの家にはいとこの中国人チンキー（侮蔑語chinkyと読みは同じ）が毎年泊りに来る。チンキーはアメリカが中国人に対して持っている人種的ステレオタイプの多くを体現している（訛り、服装、髪型、身体的特徴、食習慣、学業成績、趣味）。チンキーが滞在している間、ダニーは恥ずかしい思いをさせられる。
3つの物語は互いに無関係に見えるが、やがてダニーとジン・ワンが実は同一人物だったことが明かされる。中国系であることが理由で憧れの少女と付き合えなかったジンは、白人の少年に「変身」したのだった。クライマックスでダニーはチンキーと戦い、その正体が猴王であることを知る。猴王はダニーに本当のアイデンティティを思い出させるためにチンキーの姿を取っていた。ジン・ワンは最後にダニーのペルソナを捨て、中国系としてのアイデンティティを受け入れる。

## 登場人物
カッコ内は英語版と中国語版の表記である。

### 孫悟空の物語
孫悟空（The Monkey King／猴王）
はるか昔に石から生まれた猿。カンフーの修行を積み、不老不死をもたらす聖なる大技をすべて習得した。天宮の神仙たちに加わろうと望むが、生まれを理由に拒絶されて怒り狂い、斉天大聖を名乗って東海竜王や老子、閻魔、玉皇大帝らを打ち倒していく。最終的に全能の存在ツェ・ヨ・ツァーによって取り押さえられ、500年間にわたって山の下に封印される。その後、人間の僧ウォン・ライツァオによって解放され、元々の猿の姿に戻ってその弟子となる。
ツェ・ヨ・ツァー（Tze-Yo-Tzuh, He Who Is／自有者）
天地と神々すべての創造主。孫悟空に対し、猿として創造されたことを受け入れるように言う。
ウォン・ライツァオ (Wong Lai-Tsao)
『西遊記』の三蔵法師玄奘がモデルの僧侶。ツェ・ヨ・ツァーから使命を受けて西に旅する。

### ジン・ワンの物語
ジン・ワン（Jin Wang／王謹）
中国系アメリカ人の少年。郊外の学校に転校して以来、白人の生徒たちに溶け込もうとしている。学校では口数が多い方ではなく、特に好きな女の子アメリアの前ではまともにしゃべれない。友人のウェイチェンに背中を押されてようやくアメリアをデートに連れ出が、アメリアの幼馴染グレッグに彼女のために別れるよう忠告され、受け入れてしまう。
ウェイチェン・サン（Wei-Chen Sun／孫為臣）
台湾から移民してきた少年で、時間はかかったがジンの親友になる。スージー・ナカムラはガールフレンド。結末近くで孫悟空の息子だったことが明かされる。父のようにツェ・ヨ・ツァーの使者になるための試練として人界に送られてきた。しかしあるときジン・ワンの言動に失望し、人間を「取るに足りない卑しい生き物」とみなして嫌悪するようになる。それからは使者として人間に仕える望みを捨て、人界での時間を快楽のためだけに使おうとする。
アメリア・ハリス
ジンやウェイチェンと同じクラスの白人アメリカ人少女。
グレッグ
白人アメリカ人の少年でアメリアとは良き友人。ジンがアメリアと交際することを認めない。
スージー・ナカムラ
ジンやウェイチェンと同じ学校の日系アメリカ人少女。中学校でウェイチェンと付き合い始める。

### ダニーの物語
ダニー
「普通」の白人アメリカ人少年。アジア人のいとこチンキーのことを恥ずかしく思っている。チンキーはダニーが8年生のときから毎年泊りに来るようになった。それ以来、チンキーが現れてその奇行で周囲を引っ掻き回していくたびに変人としてバカにされるようになり、毎年学校を変わる羽目になった。
チンキー（Chin-Kee／欽西）
中国人のネガティブなステレオタイプをどぎつくカリカチュア化したような奇怪な少年。毎年中国からいとこのダニーの家に泊まりに来て彼に恥をかかせる。古めかしい中国服を着て伝統的な辮髪を垂らしており、肌は文字通り黄色く、歯は出っ歯で、目は細すぎて瞳が見えない。いつも大声ではなはだしい「チングリッシュ」を話しており、悪戯を好み、ぞっとするような性欲の強さを見せる。名は中国人の蔑称「チンキー」と同じように聞こえる。

## 制作背景

### 刊行の経緯

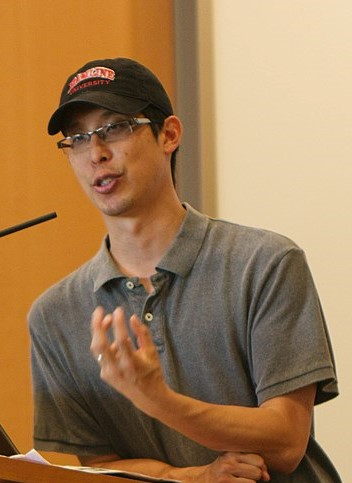
作者ジーン・ルエン・ヤン（2014年）。

作者ヤンは1996年に Humble Comics の名のもとで自作を発表し始め、翌年にはコミックの自費出版を対象とするゼリック助成金を獲得した。本作の原型となるミニコミックを描きはじめたのは2000年のことだった。ヤンの説明によると、ミニコミックとは手描き原稿をコピーしてホチキスで製本し、地元のショップやコンベンションで販売する小冊子である。ヤンの刷り部数は50部からせいぜい100部であり、母校カリフォルニア大学バークレー校にある売店などで手売りしたという。本作はオンラインでの公開も行われた。このころヤンは高校教員として情報の科目を教えており、フルタイムの漫画家となったのはそれから10年以上後のことだった。
本作はヤンの友人だった漫画家デレク・カーク・キムの仲介によって出版人マーク・シーゲルの目に留まることになった。シーゲルはヤンのストーリー構成力や、伝わりやすいクリーンな画風、ヒューマニティを感じさせる作風がコミックファンを超えた読者層に訴求すると考えた。2006年、グラフィックノベル出版社として起ち上げられたばかりのファーストセコンド（マクミラン出版の子会社）から書籍版が刊行された。実際に批評家の反応は良く、文学を対象とする全米図書賞にグラフィックノベル作品として初めてノミネートされる結果となった。グラフィックノベルという新しい出版形態が主流文化に地歩を固めはじめていた時期であり、このノミネートは大きな話題を呼んだ。

### 着想
タイトルの「アメリカン・ボーン・チャイニーズ（アメリカ生まれの中国人）」は、より政治的に穏当な「チャイニーズ・アメリカン（中国系アメリカ人）」と比べて民族性を強調する呼び方である。
作者ジーン・ヤンは本作の主人公と同じ中国系アメリカ人二世である。幼少期を過ごしたカリフォルニア州サラトガは人種構成の多様化が進み始めた時期だったという。小学校ではヤン以外にほとんどアジア系の生徒がいなかった。あるとき英語が話せない台湾系移民の少年が学校に編入してくると、教師はヤンと転校生を友達にさせようと仕向けた。ヤンは転校生が自分の後をついてくるたびに自分の民族性を意識させられて強い嫌悪を感じた。それへの贖罪意識が本作を制作する大きな動機となった。主人公とウェイチェンやチンキーの関係もこの経験がモデルになっている。これ以外にも、作中で描かれる大小さまざまな人種差別は作者自身の経験から取られている。たとえば作者ジーン・ヤン (Gene Yang) のファーストネームは英語名だが中国名ジン (Jin) と書き間違えられることが多く、ラストネームは代表的な中国名ワン (Wang) と頻繁に聞き違えられる。それが主人公の名ジン・ワンの由来である。
作者ヤンはキリスト教徒であり、作品を通じて布教を行う気はないものの、周囲の文化になじめないアジア系アメリカ人の多くが信仰に目覚める理由を伝えたいと言っている。本作で孫悟空が登場するパートはヤンが子供の時から親しんでいた『西遊記』に範を取ったものだが、仏教の要素はキリスト教に替えられている。ヤンはこれを、『西遊記』の作者がヒンドゥー教起源の猿神をヒントにしたことに例えて正当化している。本作で世界の創造主とされるツェ・ヨ・ツァーはキリスト教の神をイメージしたキャラクターであり、孫悟空らが行う西方への旅もキリスト教と関連付けられている。
チンキーはアメリカのポップカルチャーに見られる伝統的なステレオタイプ描写を誇張したキャラクターだが、同時代の2000年代からの引用もある。作者ヤンはそれにより、遠い昔に死に絶えたはずの差別的描写が形を変えて生き残っていることに読者の注意を向けようとした。2001年に起きた海南島事件が米中関係を緊張させていた時期に、政治漫画家パット・オリファントは中国のレストランで出っ歯のウェイターが「カリッと揚げた猫モツ、ヌードル添え」を供する作品を描いた。中国系コミュニティの外ではこれは問題にならなかったが、ヤンは憤り、作中のチンキーに一字一句同じ料理を食べさせた。ダニーやチンキーが通う高校の名前も「オリファント・ハイスクール」である。またチンキーがリッキー・マーティンの She Bangs を歌うのは、タレント発掘番組『アメリカン・アイドル』で不合格になったにもかかわらずカルト的な人気を得たウィリアム・ハンが由来である。ヤンはハンの人気に差別的な視線があると感じていた。
作者ヤンは8歳の時にすでに吊り目で出っ歯の中国人キャラクターが出てくる漫画を描いていたという。それ以来ずっと、意識的にではなかったとしても、ステレオタイプのテーマは頭を離れなかった。ヤンはそれを、『ボーン』で一世を風靡した漫画家ジェフ・スミスが幼稚園の時に同作を描き始めたことに例えて、「どうしてチンキーが僕のボーンなのか、それを追求しているのが『アメリカン・ボーン・チャイニーズ』だ」と述べている。

## テーマと分析

### 人種的闘争とステレオタイプ
ミンヒョン・ソンによれば、『アメリカン・ボーン・チャイニーズ』を貫く強固なテーマは人種的ステレオタイプ、特に中国人など東アジア民族のアメリカにおけるステレオタイプである。「クーリー（中国人の単純労働者を意味する19世紀の人種的蔑称）」という言葉を体現するチンキーはステレオタイプの好例である。チェイニーによるとチンキーは「黄禍論時代の人種差別が具現化した存在」である。ソンは差別の内容を「吊り目、低身長、黄ばんだ肌、いかにも中国風の衣服、かぎ爪のように曲げられた指、長い威嚇的な辮髪」と定義している。さらにチンキーは必ず「L」と「R」の発音を取り違える。
チンキーのステレオタイプがアメリカ文化の中で生まれたものだということを表すため、作中でこのパートはアメリカのテレビ番組に似せて描かれている。ソンはこう述べている。「このイメージがまず新聞や大衆娯楽の中で形成され、大衆マスメディアの成長を通じて広く普及したことをさらに強調するため、[テレビのオープニングタイトル風に描かれた]コマの下部には「パチパチパチ …」という文字が並んでいる。… これはその後のコマでも繰り返され、「ハハハ …」という文字も同様に用いられる。ここではテレビのシットコム番組で流される録音された笑い声や拍手が模されている」。チンキーはこのような19世紀版の人種的ステレオタイプだけでなく、アジア人はみな優秀な学生だという現代的なステレオタイプも表している。ダニーと同じクラスで授業を受けたチンキーは、教科が合衆国政府であれ、歴史、解剖学、代数、スペイン語であれ、教師の質問にすべて正解する （このような「良い」ステレオタイプも「悪い」ステレオタイプと同じく問題である）。
チェイニーの主張によると孫悟空は、少数人種／民族、特に多数派文化に同化するために自身のバックグラウンドを否定しようとする人々のメタファーである。孫悟空が神々から天界の宴への列席を禁じられたのは、彼が「猿（アジア系の蔑称でもある）」であり、したがって生まれつき劣っていると見なされているためである。拒絶された彼は、自分がただの猿ではないことを世界に証明しようと決心し、「不老不死の大技」を習得して「大聖 (The Great Sage)」になろうとする。
ジン・ワンが白人の同性クラスメートに劣等感を抱き、自身も白人にならなければ対等になれないと考えるのは、「去勢された」アジア系男性というステレオタイプを反映していると見られる。

### 変身、そしてアイデンティティの理解
『アメリカン・ボーン・チャイニーズ』の登場人物たちはアイデンティティ・クライシスのいくつかの段階を経験するが、それは何らかの精神的・肉体的変身と結びついている。チェイニーは次のように述べている。「[この作品は]生物としての他性 (creaturely alterity) を通じてアイデンティティ変化を執り行う。別の言い方をすれば、ヤンのキャラクターは単に自分以外の者に変わるのでなく、自分自身であるところの他者となる」作品の早い段階でトランスフォーマー（変形ロボット）のおもちゃが登場し、変身のテーマが前景化される。最終段では物語の構造自体が変容し、語りの様式においても変身が重要な要素となる。
作中で孫悟空はチンキーに姿を変え、ダニーにジン・ワンとしての真のアイデンティティを認めさせようとする。フーはこの変身が「文化的な力の源として、革命と反抗の象徴として、また異文化間・人種間交渉のメタファーとして、中国系アメリカ人の作家によって何度も再創造されてきた伝説的なトリックスター像」の一つの顕れだと主張した。ヤン版の孫悟空が策略を用いるのは暴君への反逆のためではなく、ジン・ワンが自身を見つめて受け入れ、自文化との繋がりを確認するのを助けるためである。
ジン・ワンは「白人が主流を占める郊外の学校で、アイデンティティを探求しながら、疎外と人種差別的いじめを乗り越えようと苦闘する」。ジンはアイデンティティ・クライシスに対処するため第3の物語の主人公である白人の少年ダニーに変身する。しかしチンキーが突きつけるグロテスクな中国のステレオタイプと対決しなければならなくなり、葛藤はかえって深まる。ジン・ワンは人種差別的なアメリカのステレオタイプを通して自文化を嫌うよう教えられてきた。正体を明らかにした孫悟空は、ジン・ワンを罰するためではなく、その良心の声となるために姿を変えていたと告げる。最終的にジン・ワンは自分のアイデンティティを受け入れ始め、もう一つの人格であるダニーを捨て去る。
このとき、ウェイチェンも天界から地上に送られてきた孫悟空の息子だということが明かされる。彼に課せられた試練は人間的な悪に染まらずに人界で40年間を過ごすことだった。人間の姿を与えられてジン・ワンの学校に現れたウェイチェンは「台湾から移民してきたばかりの、オタクっぽいが物怖じしない少年」として描かれる。ウェイチェンとジン・ワンは友情を結ぶが、あるときジン・ワンの衝動的な行動によって仲違いする。その後ウェイチェンは「怒りと失望を抱えたアジア系アメリカ人のヒップスター」に変わり、ツェ・ヨ・ツァーに与えられた使命を捨てる。変身を繰り返すウェイチェンだが、その正体が猿だというヒントは作品の各所で目立たないように、しかしはっきりと示されており、自身のアイデンティティを捨てることはできない。

## 評価

### 批評家の反応
ニューヨークタイムズ・ブックレビューは本作について「ジーン・ルエン・ヤンは滅多にお目にかかれない珍しいものを作り出した。アメリカの若い世代について何か新しいことを述べている若者の物語だ」と書いた。『パブリッシャーズ・ウィークリー』誌は「長らく待ち望まれてきた、人と異なる育ちについての感動的なストーリー。これは中国系アメリカ人の子供時代を描いた物語というだけではない。生まれ持った身体や環境から逃れたいすべての子供にとっての寓話だ」と評した。CJ・スズキは本作の「濃密なインターテクスト」や三つの物語を絡み合わせる手法を賞賛し、「個人や集団の「生きられた経験」と歴史的な伝説や虚構を巧みにつなぎあわせる構造がすぐれており、それによって作品に対する複層的な読みを可能にしている」と述べた。

### 受賞
刊行と同年にグラフィックノベルとして初めて全米図書賞児童文学部門の最終候補作となり、翌年にはヤングアダルト文学を対象とするマイケル・L・プリンツ賞を始めて受賞したグラフィックノベルとなった。またアメリカのコミック界で権威あるアイズナー賞の新作グラフィック・アルバム部門を授賞し、バンク・ストリート・カレッジが選ぶ年間ベスト児童書リストに載った。
本作は多数のメディアや団体によって年間ベスト書籍のリストに載せられてきた。その中には『パブリッシャーズ・ウィークリー』誌、『サンフランシスコ・クロニクル』紙、Amazon.com、『ブックリスト』誌、NPR、チャイニーズ・アメリカン司書協会などがある。カラーリングを担当した漫画家ラーク・ピエンは2007年ハーベイ賞最優秀カラリスト部門を授賞した。

### 社会の反応
本作は人種偏見に反対する立場で描かれており、誇張されたステレオタイプの描写にも物語上の必然性があるが、子供の読者には不適切だという批判を受けることもあった。しかし、図書館関係者や教育関係者の擁護により、禁止図書に指定されるまでは至らなかった。
作者によると、年配のアジア系読者の多くは中国系のステレオタイプを露骨に誇張したチンキーの描写に苦痛を感じ、読み続けることができなかったという。一方で作者と同年代の読者はチンキーを面白がりつつも、そこにある苦さを感じてくれた。これらの反応は想定の範囲内だった。しかし刊行からしばらくすると、チンキーを「可愛い」といってキャラクターグッズを欲しがるファンが現れた。作者はこれについてステレオタイプの「誇張が足りなかった」とコメントしている。

### 教育への利用
コミック弁護基金は本作を「文化遺産、文化的多様性、キャラクターの成長」について議論したり「国語、文学、言語使用」を教えたりするための教材として推薦している。同団体による2019年の調査では、アメリカの教育現場でよく用いられるコミック作品の中で本作は『マウス』『MARCH』『ペルセポリス』に次ぐ第4位を占めた。
シェリル・ノームズは特殊学級の国語教育において『アメリカン・ボーン・チャイニーズ』を活用したことを報告している。そのクラスの生徒は抽象思考や社会的認知が苦手で学力が遅れていたが、ノームズによると絵と文を用いるグラフィックノベルはこのような生徒たちに向いている。また本作は象徴やテーマといった文学的概念を理解させ、社会への適応や文化的ステレオタイプについて考えさせるのに有用なテクストだとされた。